# Batis reichenowi
Batis reichenowi är en fågel i familjen flikögon inom ordningen tättingar.

## Utbredning och systematik
Den förekommer enbart i sydöstra Tanzania. Den kategoriseras oftast som en underart till skogsbatis (B. mixta), men urskiljs som egen art av IUCN och Birdlife International.

## Status
IUCN kategoriserar den som nära hotad.

## Namn
Fågelns vetenskapliga artnamn hedrar tyska ornitologen Anton Reichenow.